# Mauer (Heraldik)
Die Mauer ist in der Heraldik eine gemeine Figur oder ein Heroldsbild und in allen heraldischen Farben möglich.
Das Wappenbild erscheint ähnlich den Kreuzen in zwei Formen Figur und Bild. Grundsätzlich muss ein Mauerstück erkennbar sein. Als gemeine Figur wird ein Mauerstück schwebend im Wappenschild dargestellt. Entweder werden die Steinreihen nach oben kürzer oder die Figur hat ein rautenähnliches Bild, also unterste und oberste Reihe sind die kürzesten zur mittleren Steinreihe. Wichtig ist, dass die Fugen sich deutlich abheben, sonst muss sie schwarz gemauert beschrieben werden, unabhängig von der Farbe. Die Mauer kann auch gezinnt, gestuft oder ausgebrochen sein. Auch mittig oder seitlich kann ein Turm stehen.
Gleiches gilt auch für die Figur, wenn diese den Schildrand berührt und aus dem Schildfuß empor kommt und sie zum Heroldsbild wird. Hier ist beim nicht Vorhandensein der Mauer, nur eine Schildteilung mit Stufenschnitt  (gestuft), auch als offener Mauergiebel oder Zinnenschnitt (gezinnt) im Wappen zu beschreiben. Eine deutliche gemauerte Stufung wird als Mauergiebel benannt.
Auf der Mauer können verschiedene Dinge sein oder Wappentiere stehen, laufen oder wachsend sein.
Das Wappen von Mauer (Baden) ist ein redendes Wappen.
Der Unterschied zwischen Mauer und Burg in der Heraldik besteht darin, das im Wappenbild Burg immer ein Tor mit oder ohne Fallgitter, beziehungsweise eine Tür/ein Tor in der Mauer sein muss.

## Beispiele

mit welchen Zinnen geteilt (keine Mauer)
Mauer als gemeine Figur wie in Sävsö (Schweden) oder
Mauer (Baden), hier zudem redend
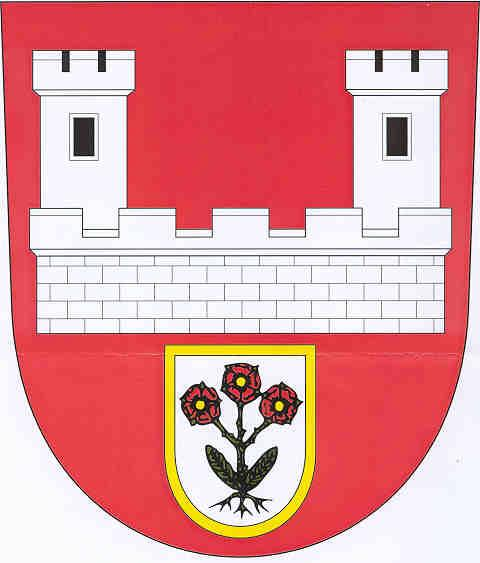
gezinnte Mauer mit zwei Türmen
Wappen Landkreis Bautzen (Oberlausitzer Wappen)
in Blau eine goldene Mauer als Heroldsbild (Oberlausitzer Wappen)
pyramidenartig übereinanderliegendes schwebendes Mauerstück mit wachsendem Greif
Stufengiebel mit Fenster (Plattenburg)
in Blau rotgemauert mit silbernen Fugen (Heroldsbild) und aufgestelltem Leuchtturm (Sassnitz)